# Лісьник-Дужи-Кольонія
Лісьник-Дужи-Кольонія (пол. Liśnik Duży-Kolonia) — село в Польщі, у гміні Госцерадув Красницького повіту Люблінського воєводства.
Населення — 272 особи (2011).
У 1975-1998 роках село належало до Тарнобжезького воєводства.

## Демографія
Демографічна структура станом на 31 березня 2011 року:
|          | Загалом | Допрацездатний вік | Працездатний вік | Постпрацездатний вік |
| -------- | ------- | ------------------ | ---------------- | -------------------- |
| Чоловіки | 140     | 28                 | 97               | 15                   |
| Жінки    | 132     | 31                 | 73               | 28                   |
| Разом    | 272     | 59                 | 170              | 43                   |